# Miguel Ángel Espinoza Garza
Miguel Ángel Espinoza Garza (ur. 26 kwietnia 1966 w San Nicolás de los Garza) – meksykański duchowny katolicki, biskup koadiutor La Paz en la Baja California Sur od 2023.

## Życiorys

### Prezbiterat
Święcenia kapłańskie przyjął 15 sierpnia 1991 i został inkardynowany do archidiecezji Monterrey. Był m.in. koordynatorem duszpasterstwa powołań, wychowawcą w niższym seminarium duchownym, wikariuszem biskupim ds. duszpasterskich oraz szefem kurialnej komisji ds. zarządzania dobrami kościelnymi.

### Episkopat
3 listopada 2022 papież Franciszek mianował go biskupem koadiutorem  diecezji La Paz en la Baja California Sur. Sakry udzielił mu 24 stycznia 2023 biskup Miguel Angel Alba Díaz.